# Matheos van Tsar

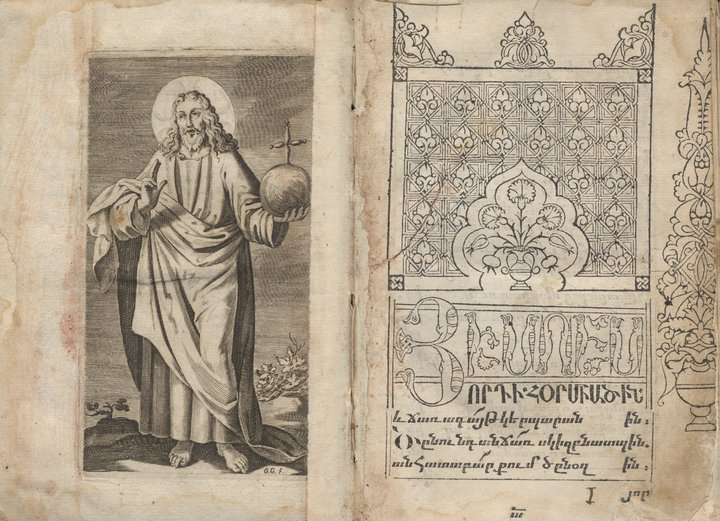
Titelblad van het boek Jezus, de zoon.

Matheos van Tsar (Armeens: Մատթեոս Ծարեցի) (Zar, ca. 1590 — Amsterdam, 1661) was een Armeense geestelijke en boekdrukker uit de 17e eeuw. Hij was de grondlegger van een Armeense boekdrukkerij in Amsterdam. 
Over het vroege leven van Matheos van Tsar is weinig bekend. Hij werkte aanvankelijk in de Kathedraal van Echmiatsin als klerk. In 1655 kwam hij naar Europa met de missie een Armeense drukkerij te stichten en de Bijbel in het Armeens te drukken. Hij probeerde dat eerst in Italië maar werd belemmerd door de inquisitie en uiteindelijke kwam hij naar de Nederlanden. Op 27 november 1658 sloot Matheos van Tsar in Amsterdam een overeenkomst met de bekende lettergieter Christoffel van Dijck, die vervolgens de Armeense letters voor de toekomstige drukkerij maakte. In 1660 begon Van Tsar de voorbereiding van de druk van het boekje "Jezus zoon" (Hisus vordi). Alle werknemers van deze Armeense drukkerij waren Nederlanders, zelfs de letterzetters, alleen Matheos van Tsar zelf corrigeerde de tekst en schreef een colofon. 
Matheos stierf op 3 januari 1661, net voor de verschijning van zijn boek. Hij werd begraven in de Oude Kerk van Amsterdam. Later werd Voskan van Jerevan de nieuwe eigenaar van de drukkerij en tot 1718 werden er duizenden Armeense boeken gedrukt, waaronder voor het eerst een Armeense Bijbel (1666) en een wereldkaart (1695). Deze werden vervolgens naar Armenië of naar andere Armeense gemeenschappen in Europa gevoerd.